# Kilfenora
Kilfenora (in lingua irlandese: Cill Fhionnúrach  che significa "chiesa della collina fertile o chiesa dal frontale bianco") è un piccolo villaggio della contea di Clare in Irlanda, a sud del Burren. Il villaggio è noto per essere la location della sitcom Father Ted.

## Luoghi d'interesse
- La cattedrale di Kilfenora, parzialmente in rovina, risale al XII secolo e tre croci celtiche sono state (2005) poste nel transetto; fra queste la Doorty Cross. Fu la sede del vescovo di Kilfenora.
- Il Burren Display Centre è una mostra di botanica e fauna endemica del Burren.

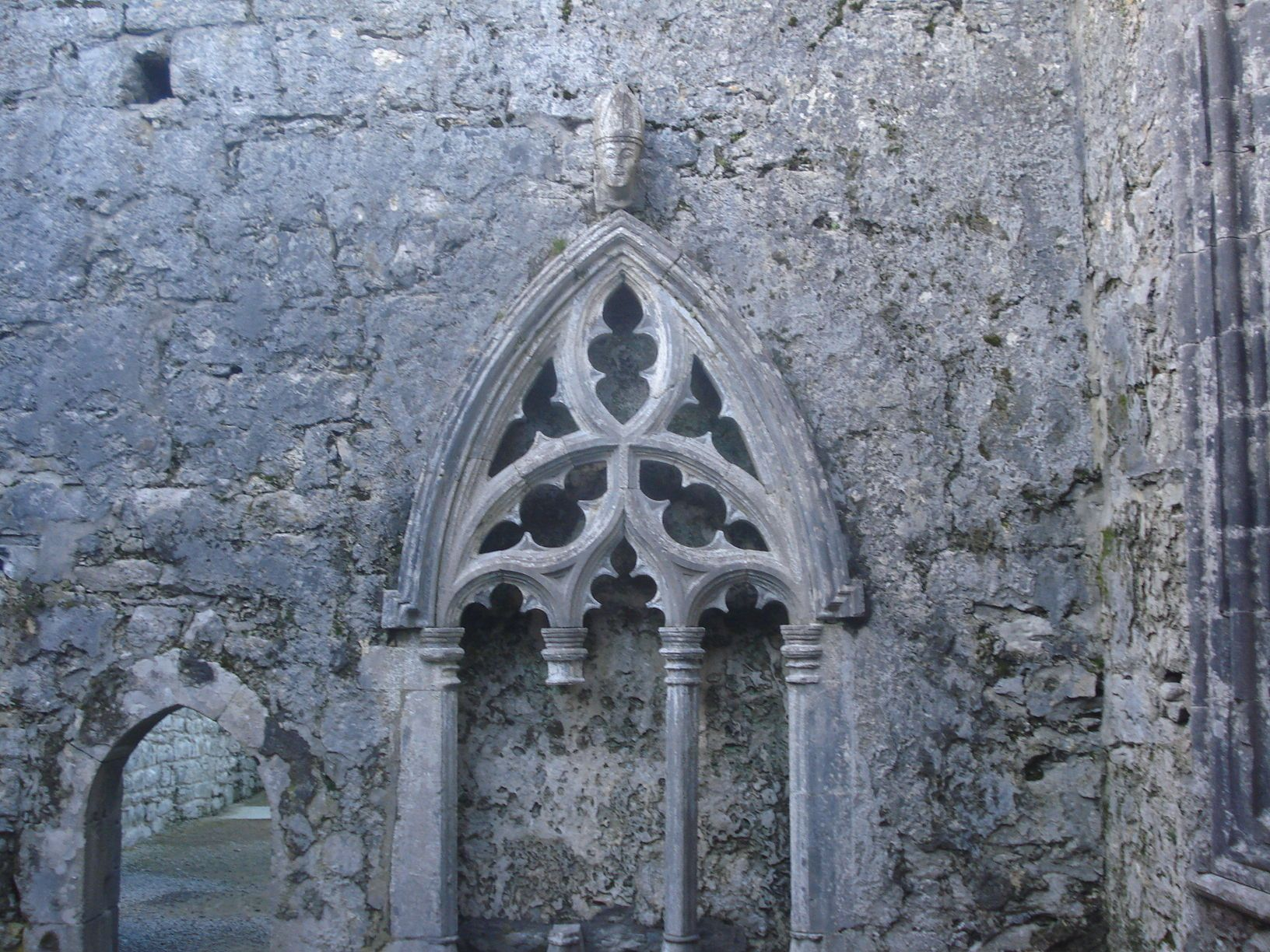
Dettaglio della cattedrale
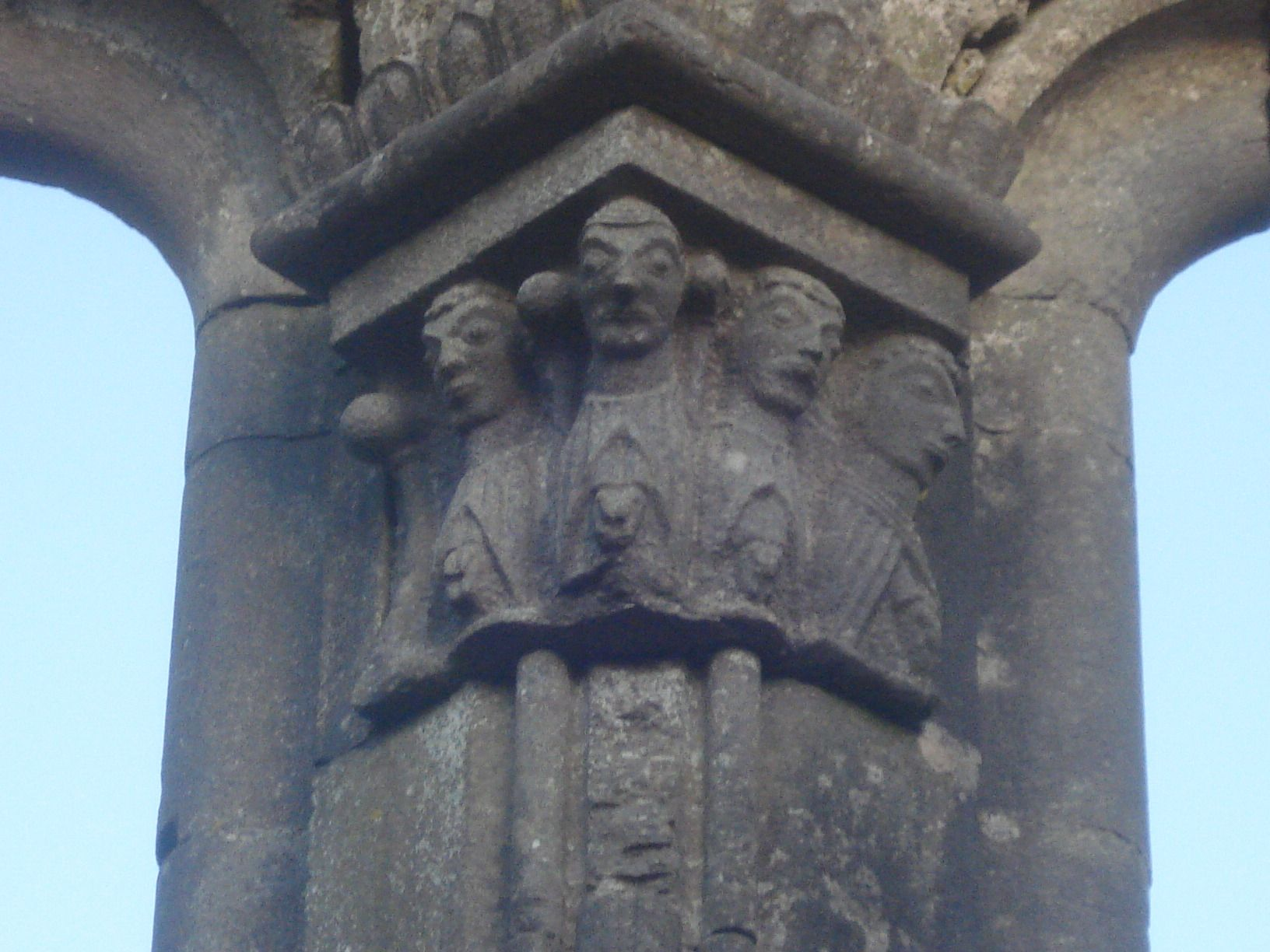
Dettaglio della cattedrale
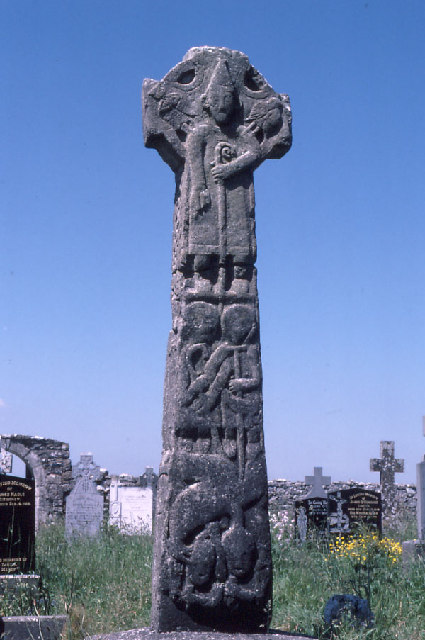
La Doorty Cross